# Pranzo (Velázquez)
Il pranzo è un dipinto a olio su tela (108x102 cm) realizzato nel 1617 circa dal pittore Diego Velázquez. È conservato nel Museo dell'Ermitage di San Pietroburgo. Il quadro dell’artista spagnolo sarà esposto alla Pinacoteca Tosio Martinengo di Brescia dal 26 novembre 2021 fino al 27 febbraio 2022, a seguito di uno scambio con l’Ermitage di San Pietroburgo, dove ora sono esposti temporaneamente “la lavandaia” e “la filatrice” di Giacomo Ceruti.